# Agustín de Pedrayes

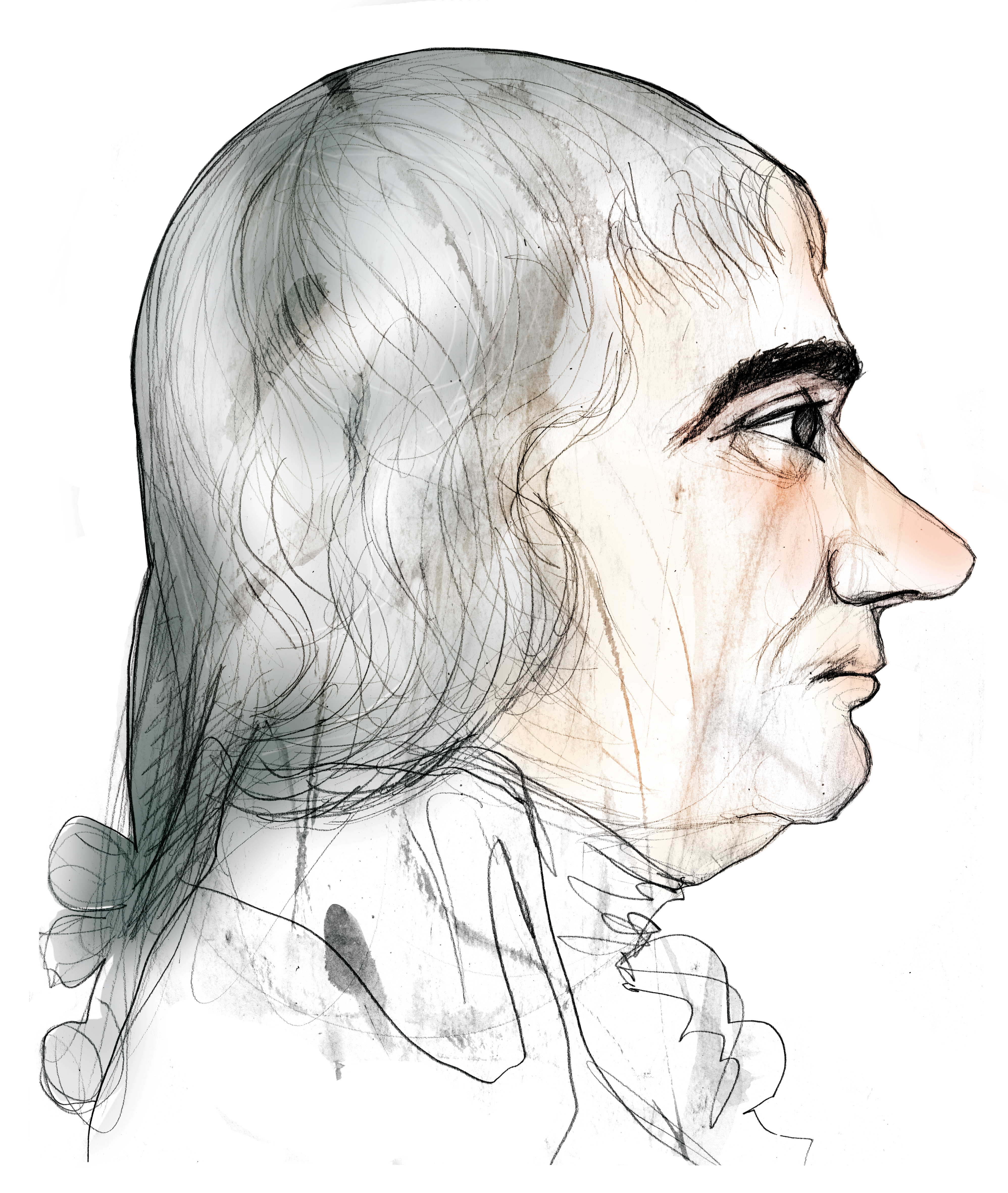
Retrato de A de Pedrayes.

Agustín Bernardo de Pedrayes y Foyo (Lastres - Colunga, Asturias, España, 28 de agosto de 1744 - Madrid, 26 de febrero de 1815) fue un matemático español natural de Asturias.

## Biografía
Estudió las primeras letras en Lastres bajo la dirección de su padre, el médico Emeterio Pedrayes, y las Humanidades en Colunga (Asturias). A los 14 años se trasladó a Santiago bajo el cuidado su tío materno, el fraile Bernardo Foyo. En la Universidad de Santiago cursó Filosofía, Teología y Leyes obteniendo el graduado en 1762.

### Trayectoria académica
Cultivó con entusiasmo las ciencias matemáticas. 
En 1769 se le nombró Maestro de Matemáticas de la Real Casa de Caballeros pajes de su Majestad, cargo que desempeñó hasta la fusión de aquella casa con el Seminario de Nobles en 1786, continuando allí Pedrayes sus cursos hasta el año 1791. 
El trabajo intenso y la dura labor de Pedrayes en estos años hizo que se resintiera su salud, y se le permitió retirarse a su pueblo natal sin formal jubilación y cobrando su sueldo, donde estuvo cinco años, al cabo de los cuales se restableció y pudo regresar a Madrid, continuando sus estudios no interrumpidos por el descanso.
En 1794 conoció en Gijón a Melchor Gaspar de Jovellanos, quien requirió su colaboración en las tareas del instituto de dicha localidad recientemente inaugurado. Pedrayes participó activamente en la organización de la enseñanza de las matemáticas en este instituto y se encargó personalmente de la formación de un profesor para dicha disciplina. 

### Resolución de ecuaciones de Cálculo infinitesimal
Pedrayes trabajaba por entonces en el problema de la resolución de ecuaciones de Cálculo infinitesimal.
Para la resolución de ecuaciones da un método general, que aplica hasta el cuarto grado inclusive, “sin que en ello tenga la menor duda”. Estas son sus palabras. Respecto a las de grado superior al cuarto, no puede asegurar su resolución. Más tarde el matemático noruego Niels Henrik Abel demostró que no se podían resolver algebraicamente.
En cálculo infinitesimal planteó y resolvió un célebre problema que recorrió Europa en la época (1797). Señaláronse en nombre del Rey tres premios de 5 000 reales cada uno, para el que en el término de un año resolviese el problema en Francia, Alemania y España, habiéndole ofrecido al Instituto Nacional de Francia a juzgar las memorias que se le remitiese (Moniteur número 345). En estos tres países no se presentó más que una solución que recibió el Secretario Perpetuo de la Real Academia de Berlín, la que examinada por el ilustre Jean Baptiste Joseph Delambre, del Instituto de Francia, manifestó que de ningún modo satisfacía la cuestión propuesta. Solamente el examen de la solución de Pedrayes no ofreció reparo alguno ni dificultad sobre ella. Para este examen Agustín de Pedrayes fue invitado a tomar parte en la sesión del Instituto Nacional, Academia de Ciencias del 6 Brumario del año VII de la República (año 1797 en el calendario gregoriano actual).
La resolución de este difícil problema en un opúsculo de 71 páginas titulado Solución del problema propuesto el año 1797, que se publicó en Madrid en 1805.

### Representante de España para fijar un nuevo sistema de medidas y pesas
Por invitación del gobierno francés (1798) fue nombrado, juntamente con Gabriel Ciscar, representante de España para que concurriera con los sabios designados por Francia para fijar el fundamento de un nuevo sistema de pesas y medidas sencillo, claro y preciso, que pudiera sustituir ventajosamente a los usados en las diferentes las naciones. A propuesta de Pedrayes se adoptó el círculo repetidor de Jean-Charles de Borda para la medición del arco de meridiano que va de Dunquerque a Barcelona y que había de servir de base para la división del cuadrante de la circunferencia terrestre en diez millones de partes, y una de éstas sería el metro, que en griego quiere decir medida.
Durante los dos años que estuvo en París ocupado en la tarea, pudo dedicar algún tiempo para la publicación de un Tratado de Matemáticas que le atribuye Marcelino Menéndez y Pelayo en su Ciencia Española y del que sin embargo no se ha podido encontrar ningún ejemplar en las bibliotecas de España, Francia, Inglaterra, Alemania y Estados Unidos. También ideó un comparador, de cuya realización encargó al hábil constructor de aparatos de precisión Lenoir,  que reunía señaladas ventajas sobre el empleado en París por la Comisión de Pesas y Medidas. Este comparador fue presentado al rey de España, que deseaba verlo, según real orden de 21 de enero de 1801. Tanto este aparato como las memorias y papeles que dejó a su fallecimiento para que fueran depositados en la Academia de Artillería de Segovia, desaparecieron en el incendio de este centro de enseñanza.

### Nombramiento como ministro del Tribunal de Contaduría
Al regreso de Pedrayes a España se le concedieron honores, atendiendo a sus méritos relevantes y al brillante papel desempeñado durante sus trabajos en París.
Carlos IV, tras su jubilación en 1801 le nombra el 2 de marzo ministro del Tribunal de Contaduría (real orden de 2 de marzo de 1801). 
Al producirse la invasión francesa, Pedrayes fue incluido por José Napoleón Bonaparte entre los profesores elegidos para la Real Academia de Ciencias y Artes proyectada por éste. El matemático asturiano se negó a colaborar con los invasores y huyó a Cádiz. En 1812 consiguió de la regencia que se le otorgase de nuevo la percepción de su sueldo.
Falleció en Madrid en 1815.

## Obra
En 1777 publica un método de resolución de ecuaciones.
El 17 de abril de 1798 se publica en la Gaceta de Madrid un concurso abierto para la resolución de un problema matemático. Pedrayes es elegido ganador en solitario del concurso siendo invitado a París.
Se ignoraba si Pedrayes había escrito alguna obra durante su largo magisterio, pero en la sección de Manuscritos de la Biblioteca Nacional de España en Madrid hay un libro de 280 páginas en formato folio, que trata de un Nuevo y universal método de cuadraturas determinadas, que lleva la fecha de 1777 y en que desarrolla y demuestra que las cuadraturas de algunas curvas hasta entonces expresadas por series de infinitos términos, pueden, en algunos casos, tener una integral completa. Este trabajo contiene el germen de un interesante problema.

## Reconocimientos
El 26 de febrero de 1925 la ciudad de Oviedo en reconocimiento a su figura bautizó una calle en su honor bajo la denominación «Matemático Pedrayes».